# マウント・オーガスタス
マウント・オーガスタス(Mount Augustus)は、オーストラリアの西オーストラリア州カーナボン（英語版）から東に約450 kmの地点にある、世界最大の一枚岩である。

## 概要
マウント・オーガスタスという呼び名の由来は、フランシス・グレゴリー (Francis Gregory) が1858年6月3日に登頂した時、彼の兄弟のオーガスタスにちなんで名付けた事による。
アボリジニのワジャリ族 (wadjari) の人々からはバリングラ (Burringurrah) と呼ばれている。
底面積が4,795haあり、一枚岩としては2番目に大きいウルル（エアーズロック）の約2.5倍の大きさとなる。比高858m、標高は1,105m。
マウント・オーガスタスは今から十数億年前、原生代初期に古代の海底に砂や石が堆積して生まれた。これらの堆積物は砂岩や礫岩の地層を造り、地殻の変動で収縮され隆起したのである。この砂岩と礫岩は、35km西南西にあるマウント・フィリップ (Mount Phillip) を含む広い地域を覆っている。マウント・オーガスタスの下にある花崗岩は、16億5千万年前のものと判っており、その歴史の古さを伝えている。
その巨大さゆえ、麓と山頂の往復には約6時間かかるという。周辺はマウント・オーガスタス国立公園 に指定されている。気候の変動により多少のズレがあるものの、おおむね7月から10月にかけて咲く野花が見ものである。またその時期のマウント・オーガスタスでは、ムラムラの群生がみられる。

## 参照元
1. ↑  “Mount Augustus, WA” (英語). Aussie Towns. 2025年5月25日閲覧。
2. ↑  “Mt Augustus National Park » Shire of Upper Gascoyne”. www.uppergascoyne.wa.gov.au. 2025年5月25日閲覧。